# Tellingstedt
Tellingstedt est une commune allemande du Schleswig-Holstein, située dans l'arrondissement de Dithmarse (Kreis Dithmarschen), à 13 kilomètres à l'est de la ville de Heide. Tellingstedt est l'une des 34 communes de l'Amt Kirchspielslandgemeinden Eider dont le siège est à Hennstedt.

## Histoire
Le 1er janvier 1978 la commune de Rederstall est rattachée à Tellingstedt. Le territoire de Rederstall forme une exclave séparée du village de Tellingstedt par le territoire de la commune de Westerborstel.